# بارت آدامز
بارت آدامز (بالإنجليزية: Bart Adams)‏ هو لاعب غولف أمريكي، ولد في 9 أبريل 1866 في سانت لويس في الولايات المتحدة، وتوفي في 9 أغسطس 1944 في فولتون في الولايات المتحدة.

## وصلات خارجية
- بارت آدامز على موقع أوليمبيديا (الإنجليزية)